# Хиперраван
Хиперраван је концепт у геометрији којим се генералише концепт равни у тродимензионалном простору. Сам појам хиперраван се везује за било који потпростор неког простора димензије n, чија је диманзија n-1. Треба уочити да је овај потпростор хиперраван само у просторима чија је димензија за један већа од његове.
На пример у једнодимензионом простору (као што је линија) хиперраван је тачка; Она дели линију на два дела. У дводимензионалном простору (као што је xy раван), хиперраван је права; она дели раван на две полуравни. У тродимензионом простору, хиперраван је било која раван; она дели простор у два полупростора. Овај концепт се може применити и на просторе са четири и више димензија, где се објекат који дели простор на два дела назива хиперраван.

## Формална дефиниција
У општем случају, хиперраван је афини простор кодимензије 1. Другим речима, хиперраван је вишедимензиона аналогија (дводимензионе) равни у тродимензионом простору.
Афина хиперраван у n-димензионом простору се може описати линеарном једначином следећег облика:
a1x1 + a2x2 + ... + anxn = b,
где нису сви ai једнаки нули. Ако је b=0, добијамо линеарну хиперраван, која пролази кроз координатни почетак.
Два полу-простора која одређује хиперраван у n-димензионом простору су:
a1x1 + a2x2 + ... + anxn ≤ b
и
a1x1 + a2x2 + ... + anxn ≥ b.